# الوعي بالخصوبة
الوعي بالخصوبة يشير إلى مجموعة من الممارسات المستخدمة لتحديد مراحل الخصوبة والعقم أثناء دورة الطمث عند المرأة. أساليب الوعي بالخصوبة من الممكن أن تستخدم في لتجنب الحمل، لتحقيق الحمل، أو كوسيلة لمراقبة الصحة النسائية.
أساليب تحديد أيام العقم معروفة منذ العصور القديمة، ولكن المعرفة العلمية المكتسبة خلال القرن الماضي حسنت بشكل كبير من دقة هذه النظم ما بين سنة 1930-1980 ،كانت جميع البحوث ونشر الوعي بالخصوبة تجري عبر هؤلاء المرتبطون بالكنيسة الكاثوليكية الرومانية. منظمات الوعي بالخصوبة لا تزال في الغالب كاثوليكية، ولكن يوجد الآن بعض المنظمات العلمانية.

## المصطلحات
نظم الوعي بالخصوبة تعتمد على رصد التغيرات في واحد أو أكثر من علامات الخصوبة الأساسية (درجة حرارة الجسم الأساسية، مخاط عنق الرحم، وموقع عنق الرحم)، وتتبع طول دورة الحيض، وتحديد طول نافذة الخصوبة على أساس واحد أو أكثر من هذه المعلومات، أو كلاهما. علامات أخرى من الممكن ملاحظتها أيضا: وتشمل تألم الثدي باللمس وmittelschmerz (آلام التبويض)، وشرائط تحليل البول المعروفة بأدوات تنبؤ الإباضة (OPKs)، والفحص المجهري للّعاب أو لسائل عنق الرحم. كما تتوفر أجهزة كمبيوتر لمراقبة الخصوبة.

## تاريخها

### طريقة الحساب بالتقويم
اكتشفت هذة لطريقة بواسطة أوغسطين. يشترط لاستخدام هذه الطريقة أن تكون الدورة الشهرية للسيدة منتظمة. تقوم السيدة بحساب طول كل دورة طمث لمدة 6 شهور متتالية، وتقوم بتسجيل مدة كل دورة من الدورات الستة (يتم حساب مدة دورة الطمث بداية من اليوم الأول من نزول الدورة الشهرية وحتى اليوم الأخير قبل نزول الدورة الشهرية التالية).
بعد تسجيل طول ال 6 دورات. تختار السيدة من بينهم أقصر دورة طمث، وأطول دورة طمث (أي أقل عدد أيام وأكثر عدد أيام).
تقوم السيدة بحساب فترة الخصوبة عن طريق: طرح 18 من أقصر دورة (فيكون الناتج هو أول يوم في فترة الخصوبة)، ثم تقوم بطرح 11 من أطول دورة (فيكون الناتج هو أخر يوم في فترة الخصوبة). وبذلك تستطيع تحديد فترة الخصوبة وتمتنع عن الجماع خلالها أو تستخدم وسيلة إضافية لمنع الحمل خلالها.
مثال:
سيدة طول 6 دورات طمث متتالية سابقة لها حسب تسجيلها: 30 يوم، 28 يوم، 29 يوم، 31 يوم، 30 يوم، 28 يوم .
تختار أقصر دورة وتطرح منها 18: 28 – 18 = 10
تختار أطول دورة وتطرح منها 11: 31 – 11 = 20
إذن فترة الخصوبة من يوم 10 (اليوم العاشر من بداية نزول الدورة الشهرية) وحتى يوم 20 (اليوم العشرين من بداية نزول الدورة الشهرية). فتمتنع عن الجماع خلال تلك الأيام أو تستخدم وسيلة إضافية لمنع الحمل خلالها. أما باقي أيام الشهر فتعتبر فترة الأمان، أي يتم الجماع دون خوف من حدوث حمل.

### طريقة تسجيل درجة الحرارة الأساسية للجسم
في 1930، وضع القس فيلهلم هيلبراند، وهو قس كاثوليكي في ألمانيا، هذا النظام لتجنب الحمل على أساس درجة حرارة الجسم القاعدية
تعتمد تلك الطريقة على أساس انه بعد فترة قصيرة من التبويض تحدث زيادة بسيطة في درجة حرارة الجسم بمقدار 0.2 – 0.5 درجة مئوية وتظل مرتفعة حتى نزول الدورة الشهرية التالية. فتقوم السيدة بقياس درجة الحرارة يوميا.
و تعتبر فترة الخصوبة من بداية الدورة الشهرية وحتى مرور ثلاثة أيام متتالية من ارتفاع درجة الحرارة. فيجب على الزوجان الامتناع عن الجماع خلال تلك الأيام أو تستخدم وسيلة إضافية لمنع الحمل خلالها.
بينما يسمح لهم بالجماع دون خوف من حدوث حمل (فترة الأمان) في الأيام الأخرى بعد ال 3 أيام من ارتفاع درجة الحرارة وحتى نزول الدورة الشهرية التالية.
و للاعتماد على هذه الطريقة هناك بعض النقاط الهامة التي يجب على السيدة معرفتها:
- يجب على السيدة قياس درجة حرارتها يوميا في نفس الوقت كل صباح قبل النهوض من السرير.
- يجب أن تكون قياس درجة الحرارة بنفس الطريقة يوميا أي عن طريق الفم أو الشرج أو المهبل. تختار طريقة واحدة فقط منهم لقياس درجة الحرارة بها يوميا ولا تغيرها إلى طريقة أخرى.
- تقوم السيدة بتسجيل درجة الحرارة يوميا على رسم بياني خاص Basal Body Temperature Chart.
- يجب أن تكون السيدة متعلمة وعلى درجة وعى عالية وملتزمة بتدوين درجة الحرارة بدقة.

### طريقة مخاط عنق الرحم
تعتمد هذه الطريقة على التغيرات التي تحدث في مخاط عنق الرحم خلال دورة الطمث نتيجة التغير في مستوى الهرمونات. تقوم السيدة يوميا بمراقبة إفرازات عنق الرحم (تشعر بها بإصبعها). فتجد التغيرات التالية في إفرازات عنق الرحم :
- في البداية بعد انتهاء نزول الدورة الشهرية لا يوجد إفرازات.
- ثم تبدأ تظهر إفرازات في بعض الأيام Wet Days.
- تزداد الإفرازات يوميا حتى تصل في يوم إلى الذروة Peak of cervical mucus وتكون زلقة ومطاطة.
- بعد أيام قليلة تختفي الإفرازات Dry Days أو تصبح لزجة مثل العجينة.
- و تكون فترة الخصوبة خلال الأيام التي بها إفرازات (رقم 2) حتى تصل الإفرازات إلى الذروة (رقم 3) ولمدة 4 أيام من بعد وصولها إلى الذروة. لذلك على السيدة الامتناع عن الجماع خلال تلك الأيام أو تستخدم وسيلة إضافية لمنع الحمل خلالها.
- أما فترة الأمان فتكون في الأيام التي لا يوجد بها إفرازات (رقم 1)، وكذلك بعد 4 أيام من وصول الإفرازات إلى الذروة وحتى نزول الدورة الشهرية القادمة. فيمكن للزوجان الجماع دون خوف من حدوث حمل خلال تلك الأيام.

### طريقة المؤشرات المتعددة
تعتمد هذه الطريقة على الجمع بين المؤشرات المتعددة لتحديد فترة الخصوبة وفترة الأمان. وبالاعتماد على أكثر من مؤشر معا تقل نسبة حدوث أي خطأ.
و هذه المؤشرات هي: ملاحظة إفرازات عنق الرحم، وقياس درجة حرارة الجسم الأساسية، وملاحظة أعراض التبويض الأخرى مثل ألم أو ثقل أسفل البطن، ألم عند لمس الثدي.

## قراءات إضافية
- Toni Weschler (2006). Taking Charge of Your Fertility (ط. 10th Anniversary). New York: Collins. ISBN:0-06-088190-9. مؤرشف من الأصل في 2022-04-13.
- John F. Kippley and Sheila K. Kippley (1996). The Art of Natural Family Planning (ط. Fourth). Cincinnati, OH: Couple to Couple League International. ISBN:0-926412-13-2. مؤرشف من الأصل في 2022-10-02.